# Fabbisogno proteico
Il fabbisogno proteico rappresenta la quantità di proteine alimentari di cui necessita il corpo umano per soddisfare le proprie esigenze nutrizionali, mantenere la buona salute, e mantenere l'equilibrio delle riserve proteiche. Tali quantitativi possono variare largamente a seconda di alcuni fattori come l'età, l'attività lavorativa, l'attività sportiva, e anche il tipo di attività sportiva. Questo fabbisogno viene riconosciuto con la Dose Giornaliera Raccomandata (RDA) o con il Range Accettabile nella Distribuzione dei Macronutrienti (AMDR).

## Proteine
Le proteine, assieme a carboidrati e grassi, sono uno dei tre macronutrienti di cui il nostro corpo ha bisogno per una salute ottimale; sono tra i nutrienti essenziali per l'uomo, e servono come "mattoni" per costruire il corpo a livello cellulare. Le proteine contribuiscono a garantire le funzioni essenziali come la coagulazione del sangue, l'equilibrio dei fluidi, la produzione di ormoni ed enzimi, la vista, e la riparazione delle cellule. La parola proteina deriva dalla parola greca proteos, che significa "di primaria importanza". Le proteine sono simili ai carboidrati e ai lipidi per il fatto che ogni molecola contiene atomi di carbonio, ossigeno e idrogeno. Rispetto a questi, la differenza principale è che le proteine contengono anche azoto, che compone circa il 16% della molecola, assieme a zolfo, fosforo e ferro. I quattro elementi di carbonio, ossigeno, idrogeno e azoto sono combinati in un certo numero di strutture diverse chiamate amminoacidi. Ogni amminoacido possiede un gruppo amminico (NH2) e un gruppo acido (COOH), con una diversa combinazione di carbonio, idrogeno, ossigeno, e in alcuni casi di zolfo. Le proteine vengono create quando due o più amminoacidi si uniscono e formano quello che viene chiamato un legame peptidico. Quando due gruppi amminoacidici si uniscono, con contemporanea formazione di una molecola d'acqua, viene formato un dipeptide. Un tripeptide si forma quando tre amminoacidi sono legati insieme. Un oligopeptide ha almeno tre amminoacidi legati, ma meno di 50. Diventano polipeptidi quando vengono aggiunti più aminoacidi. Un polipeptide può essere costituito da 50 a 100 amminoacidi. La maggior parte dei cibi contengono polipeptidi. Tutti i legami peptidici posso degradarsi quando si verifica la proteolisi, cioè il processo di degradazione delle proteine da parte dell'organismo. La proteolisi avviene in genere tramite idrolisi del legame peptidico per opera di enzimi detti proteasi.
Gli amminoacidi alimentari sono 20, tra cui 8 sono noti come aminoacidi essenziali (EAA). Questi sono essenziali perché possono essere ottenuti solo dal cibo assunto, e il corpo non può produrli da altri aminoacidi e proteine. Se non si ottengono dalla dieta, il corpo cercherà di sintetizzarli degradando il muscolo scheletrico, un altro processo chiamato proteolisi muscolare o catabolismo proteico muscolare (MPB, Muscle Protein Breakdown). Questo effetto sfavorevole dovrebbe essere evitato, in quanto il mantenimento o l'accrescimento del muscolo scheletrico apporta svariati benefici per la salute, tra cui un aumento del metabolismo basale, e quindi del dispendio calorico a riposo, e un miglioramento del profilo metabolico.

### Funzioni
Le proteine sono molecole determinanti nella regolazione del metabolismo umano. Sono utilizzate per formare il muscolo, il tessuto connettivo, i fattori di coagulazione del sangue, le proteine di trasporto del sangue, le lipoproteine, i pigmenti visivi e la matrice proteica all'interno delle ossa. Le proteine sono anche usate per mantenere l'equilibrio dei fluidi del corpo con la produzione di albumina e globulina. Senza proteine sufficienti nel flusso sanguigno, l'edema si svilupperebbe rapidamente. Le proteine alimentari contribuiscono anche all'equilibrio acido-base producendo buffer (tamponi) che aiutano a regolare la quantità di ioni idrogeno liberi nel sangue. Queste accettano o donano ioni idrogeno aiutando a mantenere il pH del sangue leggermente alcalino (pH 7,35-7,45). Anche il sistema immunitario è composto da proteine. Gli anticorpi sono proteine. Senza sufficienti proteine nella dieta, mancheranno le cellule necessarie per permettere al sistema immunitario di funzionare correttamente, causando un potenziale calo della risposta immunitaria. Le proteine alimentari possono anche essere utilizzate come fonte di energia. Se una dieta non contiene abbastanza carboidrati per fornire il glucosio necessario, le proteine possono essere usate per sintetizzare glucosio. Questo processo è chiamato gluconeogenesi. Mentre la proteina non è normalmente considerata una fonte importante di energia quando la dieta è equilibrata, può diventarlo quando i carboidrati non sono disponibili o in uno stato di digiuno. Il costoso processo di gluconeogenesi provoca gran parte della perdita di massa muscolare che si verifica nell'inedia.

### Transaminazione e deaminazione
Come accennato in precedenza, il corpo umano ha la capacità di sintetizzare gli 11 aminoacidi non essenziali. Il metabolismo degli amminoacidi nel fegato avviene tramite due processi: la transaminazione e la deaminazione. Entrambe queste reazioni incominciano con la rimozione del gruppo amminico dall'amminoacido, ricavando lo scheletro carbonioso (o chetoacido) e l'ammonio (NH4+), quest'ultimo contenente la componente azotata dell'amminoacido.
- Nel caso della deaminazione, l'ammonio viene convertito in prodotti di scarto come urea e successivamente escreto tramite le urine.
- La transaminazione prevede che un amminoacido doni il suo gruppo amminico a un altro composto risultando nella produzione di nuovi amminoacidi e chetoacidi. In questo modo vengono sintetizzati gli amminoacidi non essenziali.

I chetoacidi formati da questi due processi possono avere destini diversi nel corpo in base allo stato metabolico. Possono essere usati direttamente per produrre energia; oppure, in alternativa, possono essere usati per la sintesi di glucosio, acidi grassi o chetoni.

### Turnover proteico e bilancio azotato
Il corpo umano disgrega quotidianamente delle proteine sintetizzandone altre. Questo processo è definito come turnover (ricambio) proteico. In condizioni dietetiche normali, una persona media può "ricambiare" oltre 300 grammi di proteine in un periodo di 24 ore, tuttavia il corpo umano non richiede questi quantitativi. Questo perché gran parte delle proteine disgregate sono anche riutilizzate per la sintesi proteica. Comunque nessuna reazione biochimica-metabolica del corpo avviene con la massima efficienza, e questo vale anche per il turnover proteico. In questo processo, alcuni amminoacidi vengono ossidati, e l'azoto derivante viene perso sotto forma di urea, creatinina e altre sostanze derivate. Con una normale assunzione proteica, può essere perso solo un 4% delle proteine ricambiate. Questa alterazione può essere determinata dall'introito proteico, quindi da un alto o un basso apporto di proteine quotidiane. L'azoto viene disperso principalmente tramite le urine, ma una parte viene smaltita anche tramite il sudore, le feci, la pelle o le unghie. Dal momento che risulta difficile misurare tutte le vie di smaltimento dell'azoto, solitamente per misurare le perdite tramite le feci, la pelle, i capelli, il sudore e le unghie vengono usate delle stime.
Il bilancio azotato confronta la quantità di azoto (dalle proteine alimentari) immesse nel corpo con l'azoto che viene perso. Se un individuo consuma più azoto di quello che perde, si dice che esso risulta in un bilancio azotato positivo, e deposita azoto nel corpo. Se un individuo consuma lo stesso quantitativo di azoto rispetto a quello che perde, si dice che esso risulta in una situazione di bilancio azotato equilibrato, mentre se un individuo perde più azoto di quello che consuma, esso è in bilancio azotato negativo e perde proteine corporee. Visto che il catabolismo o la disgregazione degli amminoacidi è la principale causa della perdita di azoto, l'espulsione di azoto è un indicatore del catabolismo degli amminoacidi. Tuttavia, l'escrezione di azoto non dice quali amminoacidi sono disgregati e la loro provenienza, trattandosi quindi di un valore impreciso. Inoltre il bilancio azotato dipende altamente dall'apporto calorico totale. Un individuo a digiuno perderà più azoto rispetto a uno che assume carboidrati ma nessuna proteina alimentare. In passato si riteneva che le calorie apportate dai grassi non migliorassero il bilancio azotato al contrario delle calorie apportate dai carboidrati o dalle proteine, ma altre evidenze hanno sottolineato che anche i grassi incidano positivamente in questo senso. Mentre i soggetti che consumano maggiori quantità di proteine espellono anche più azoto, semplicemente perché aumentano l'assunzione dell'azoto stesso. Il risultato interessante stabilito da alcuni studi ha determinato che il bilancio azotato può essere mantenuto indipendentemente dal livello di calorie assunte fin tanto che viene consumato un adeguato introito proteico.

## Fabbisogno proteico

### Fabbisogno proteico obbligatorio
Il fabbisogno proteico è definito come la quantità di proteine alimentari necessaria per compensarne e pareggiarne la perdita su base giornaliera, in modo che una persona rimanga nel bilancio azotato. Ciò viene determinato misurando l'escrezione di azoto quando la persona segue una dieta priva di proteine. Dal momento che l'assunzione di azoto alimentare è pari a zero, tutto l'azoto espulso proviene dalla disgregazione e catabolismo delle proteine corporee. Come accennato, questo valore presume la presenza di calorie alimentari sufficienti e una proporzione normale di carboidrati alimentari.
Il fabbisogno proteico obbligatorio è stato stimato attorno a 50–60 mg/kg/die. Quindi una persona di 100 kg subirà una perdita di 5-6 grammi di azoto al giorno. Poiché la proteina è formata per circa il 16% di azoto, la perdita di 5-6 grammi di azoto è equivalente alla perdita di 33 grammi di proteine al giorno. In aggiunta viene tenuto conto delle questioni della digeribilità e della risposta soggettiva, quindi al valore citato è stato aggiunto un "fattore di sicurezza". Così la RDA per le proteine ammonta a 0,8 g/kg/die, che per il 95% della popolazione è sufficiente a mantenere in equilibrio le riserve proteiche. Secondo il National Research Council (1989): "Negli Stati Uniti gli introiti proteici eccedono di molto il necessario, e sebbene non ci sia prova evidente che questi livelli siano dannosi, è stato ritenuto prudente mantenere un limite più alto non più del doppio per la RDA delle proteine" (circa 1,6 g/kg/die).
Per un uomo medio, ciò viene tradotto in circa 55 grammi di proteine al giorno, mentre per la donna media 44 grammi di proteine al giorno, anche se questo presuppone che vengano consumate proteine di alta qualità (nobili) e sufficienti fonti energetiche. Secondo stime del passato, la popolazione statunitense riusciva a consumare mediamente un quantitativo proteico giornaliero che superava di 2 o 3 volte questo limite, a causa dell'alto consumo di proteine animali. In aggiunta al fabbisogno proteico, si ha un fabbisogno più specifico anche per i singoli amminoacidi essenziali (EAA). Negli ultimi decenni hanno avuto luogo diversi dibattiti sul fabbisogno di amminoacidi per l'uomo relativi a fasi diverse della vita. Il quantitativo di 0,8 g/kg è stato ottenuto attraverso l'esame dei residui azotati nelle urine (che è proporzionale al turnover proteico quotidiano) ed è quindi rappresentativo del consumo effettivo dell'organismo sano e normale. I ricercatori hanno ottenuto questo risultato confrontando la quantità di azoto escreta con la quantità ingerita, determinando poi se le proteine erano accumulate nel corpo, oppure se erano rimaste allo stesso livello, o oppure erano ridotte. Quando si intende organismo sano e normale, si escludono situazioni in cui il bilancio azotato può essere alterato, come la gravidanza, l'allattamento, l'anzianità, l'attività sportiva, la convalescenza, la crescita (bambini, adolescenti), il rientro da una dieta ipocalorica, o dall'anoressia.
Quindi è necessario comprendere le differenze esistenti tra il normale fabbisogno proteico stabilito dall'Institute of Science e il fabbisogno proteico per i soggetti che non rientrano nella categoria definita "normale". Come accennato, il fabbisogno proteico è altamente influenzato da diverse variabili come l'età (i bambini e gli anziani necessitano di maggiori quantità), gli stati fisiologici come la gravidanza o l'allattamento, la massa corporea, la massa muscolare, e l'eventuale attività fisica. La dose giornaliera raccomandata (RDA, Recommended Daily Allowance) sopra citata si limita a coprire le esigenze proteiche basali quotidiane del 97,5% degli uomini adulti e donne sani di età superiore ai 19 anni. Questo è stato stabilito con l'idea di prevenire carenze nutrizionali e mantenere la salute pubblica, ma non come guida, ad esempio, per ottimizzare le prestazioni per gli atleti, per coloro che sono impegnati in attività molto intense, o per le donne in gravidanza. Tali individui non rappresentano la popolazione generale, e non corrispondono agli standard del RDA. Altre evidenze mettono in luce come, poiché la restrizione calorica per la perdita di peso porta a un decremento del bilancio azotato, la quota suggerita dal RDA non sarebbe ottimale per il mantenimento della massa magra durante una dieta ipocalorica. Un'altra linea guida è il Range Accettabile nella Distribuzione dei Macronutrienti (AMDR) che esprime un range di assunzione più flessibile per soddisfare coloro che possono avere un fabbisogno proteico superiore a quello del RDA. Espresso in percentuale sul consumo calorico totale, l'AMDR delle proteine richiede un apporto tra il 10% e il 35% delle calorie totali. Queste cifre danno un margine di tolleranza molto più alto per l'assunzione proteica. Ad esempio, su un fabbisogno di 2 000 kcal, il massimo quantitativo tollerato dall'AMDR è di 175 grammi di proteine (che per un individuo di 70 kg sarebbero 2,5 g/kg), una dose di gran lunga superiore a quella del RDA, pur rimanendo per definizione accettata dagli enti della salute.

### Fabbisogno proteico per sportivi
Contrariamente alle posizioni di molte figure professionali legate alla nutrizione, la dose giornaliera raccomandata (RDA) obbligatoria non è mai stata intesa a soddisfare le richieste delle persone attive, non solo atleti o agonisti, ma anche semplicemente sportivi o persone dallo stile di vita attivo. Ancora oggi molti dietologi sostengono che l'RDA per le proteine (0,8 g/kg di peso o 56 g di proteine per un uomo di 70 kg) sia sufficiente per chiunque, e che nessuno studio avrebbe mostrato che un maggiore apporto proteico favorirebbe una maggiore crescita muscolare. In realtà la letteratura scientifica su questo argomento mostra una realtà ben diversa. I valori di RDA per le proteine sono chiaramente impostati su "...il livello di proteine giudicato adeguato ...per soddisfare le esigenze nutrizionali per praticamente tutte le persone in buona salute...". La RDA copre le perdite di proteine con margini di variabilità interindividuale e in base alla qualità delle proteine; tuttavia non è stato dato alcun credito al consumo di proteine in eccesso sopra di questi livelli per coprire un aumento del fabbisogno a causa dell'attività fisica. Molti studi dimostrano al contrario che l'RDA sia insufficiente non solo per atleti coinvolti in esercizi pesanti, ma anche per i soggetti che si dedicano ad attività moderate o di fitness, così come per gli anziani sedentari e ancora più per gli anziani attivi. Effettivamente il manuale del RDA, cioè la guida ufficiale fornita dal governo sui fabbisogni alimentari, afferma, "Non sono presi in considerazione gli stress incontrati nella vita quotidiana che possono stimolare incrementi momentanei dell'espulsione di azoto. Si presume che i soggetti usati negli esperimenti svolti per determinare il fabbisogno siano esposti agli stessi stress della popolazione generale" (National Research Council). Come si può intuire, l'allenamento fisico intenso non rientra nella definizione di "stress incontrati nella vita quotidiana". Inoltre, numerose ricerche hanno determinato che l'esercizio fisico richiede un aumento dell'apporto proteico.
Sia l'esercizio aerobico/cardiovascolare sia l'esercizio anaerobico/di forza o potenza richiedono l'aumento dell'apporto proteico, anche se ciò avviene per motivi diversi. Anche se gli amminoacidi non contribuiscono in modo significativo alla produzione energetica durante l'allenamento fisico, si verifica comunque una loro degradazione netta insieme all'aumento del fabbisogno di una rinnovata sintesi proteica. Inoltre, il motivo dell'aumento del fabbisogno proteico è meno importante del fatto che i fabbisogni proteici aumentano. Gli studi di Lemon indicano che gli atleti di durata possono aver bisogno di 1.2-1,4 g/kg (150%-175% del RDA) di proteine mentre gli atleti di forza possono aver bisogno di 1,6-1,8 g/kg (212%-225% del RDA) per mantenere un bilancio azotato positivo (accumulo di proteine nel corpo). Anche se alcune ricerche indicano che assunzioni proteiche molto alte, come 3,3 g/kg/die, possono aumentare la velocità del guadagno di massa muscolare, tali dosaggi rilevano anche un importante aumento dell'ossidazione di amminoacidi, indice di un eccesso proteico. Le indicazioni dell'American College of Sports Medicine (ACSM), dell'American Dietetic Association (ADA) e dei Dietitians of Canada in un comitato congiunto (ACSM, 2000) raccomandano:
(ACSM, ADA, Dietitians of Canada, 2000)

#### Fabbisogno proteico per atleti di forza e potenza
Gli atleti di forza e potenza, impegnati in attività fisiche come il sollevamento pesi, il culturismo, la pesistica, il powerlifting, gli sprint, necessitano di un maggiore apporto proteico per garantire un guadagno di massa muscolare e di prestazioni come forza e potenza. La ricerca ha dimostrato che per aumentare progressivamente la massa muscolare sia necessario un rifornimento costante di amminoacidi, al fine di mantenere il bilancio azotato positivo. Per questa tipologia di atleti, dosaggi molto alti hanno dimostrato di aumentare la massa muscolare rispetto a dosaggi più bassi. Viene generalmente accettato che un chilo di muscolo contiene circa 100 grammi di proteine reali. Quindi, al fine di ottenere un chilo di massa muscolare a settimana è necessario consumare almeno 14,29 grammi di proteine in più al giorno assieme alle calorie supplementari (100/7 = 14,29). Anche se non si sa esattamente quante calorie in più sono necessarie per sintetizzare un chilo di massa muscolare, il National Research Council rileva che 5 calorie sono necessarie per sostenere la crescita di un grammo di tessuto magro.
È interessante notare che Consolazio et al. (1975), Marable et al. (1979), Dragan et al. (1985) e Fern et al. (1991), segnalarono tutti maggiori aumenti di forza, massa magra (LBM) e ritenzione di azoto con assunzioni proteiche molto più elevate (rispettivamente 2,8, 3,3, 3,5, e 3,3 g/kg/die) rispetto a regimi normoproteici o meno iperproteici (rispettivamente 1,4, 0,8, 2,2 o 1,3). Nello studio di Consolazio i soggetti con maggiore apporto proteico (2,8 g/kg) con l'esercizio coi pesi guadagnarono 3,28 kg di massa magra. Lo studio venne condotto per 40 giorni e i soggetti si allenavano all'esaurimento. Nella ricerca di Dragan della durata di 3 mesi, alcuni pesisti aumentarono il consumo proteico da 2,2 g/kg a 3,5 g/kg, risultando in un incremento del 6% della massa muscolare e del 5% nella forza. Questi rapporti tendono ad avvalorare le convinzioni degli atleti di forza che assunzioni di proteine alimentari molto elevate siano essenziali per uno sviluppo muscolare ottimale. Fern (1991) dimostrò che 3,3 g/kg di peso favorissero ad un maggiore aumento della massa muscolare rispetto a dosaggi di 1,3 g/kg di peso (questi comunque oltre il fabbisogno obbligatorio), ma in tale esperimento non si erano misurate le eventuali modifiche della forza, e si era verificato un aumento del 150% dell'ossidazione di amminoacidi, indicando quindi un eccesso di proteine (4 volte l'RDA). Lemon et al. (1992) analizzò la differenza tra 2m62 e 0,99 g/kg di proteine giornalieri su culturisti principianti e, verificando l'escrezione di azoto, stabilì che la richiesta proteica era di 1,5 g/kg/die, raccomandando un'assunzione di 1,7 g/kg/die. La forza e la sezione era però simile nei due regimi anche con bilancio azotato negativo. Si può ipotizzare che sul breve termine il bilancio azotato negativo non influenzi negativamente l'allenamento di forza grazie alle riserve endogene di azoto dal quale l'organismo effettivamente può attingere. Un importante studio di Tarnopolsky et al. (1992), utilizzando sia il bilancio azotato sia gli elementi traccia, ha dimostrato che l'apporto ottimale per gli atleti di forza deve aggirarsi tra 1,4 e 2,4 g/kg/die e che l'RDA è di 1,76 g/kg/die per gli atleti di forza e 0,89 g/kg/die per i sedentari. L'aumento delle proteine alimentari a 1,4 g/kg portava ad un aumento della sintesi proteica ma non a un aumento dell'ossidazione di amminoacidi negli atleti, mentre questo non avveniva nei sedentari. Se però il dosaggio superava i 2,4 g/kg/die di proteine, aumentava l'ossidazione senza aumento della sintesi, confermando i dati di Fern (1991). Secondo i dati del ACSM (2000), le dosi raccomandate per questi atleti sono di 1.6-1.7 g/kg, secondo il National Research Council (1989), la popolazione media non dovrebbe superare il doppio della RDA (circa 1.6 g/kg) solamente a titolo precauzionale, infatti secondo Lemon (1995) l'assunzione proteica fino a 3 volte l'RDA (2.4 g/kg) non ha mai dimostrato di portare a problemi renali nella popolazione, mentre secondo Tarnopolsky et al. (1992) il massimo dosaggio proteico per evitare che avvenga un aumento dell'ossidazione (quindi un aumento dell'impiego energetico piuttosto che per le finalità plastiche primarie) negli atleti di forza ammonta proprio a 2.4 g/kg, cioè 3 volte l'RDA o il fabbisogno proteico obbligatorio. Un maggiore apporto proteico può essere ulteriormente giustificato per prevenire la perdita di massa muscolare da parte degli atleti. Alcuni studi riportano che un apporto proteico di 2.3 g/Kg sotto un regime ipocalorico da 2022 kcal non era ancora sufficiente a prevenire il calo della massa magra, e revisioni recenti mostrano che per gli atleti di forza l'apporto proteico sotto regime ipocalorico debba essere aumentato tra i 2.3-3.1 g/kg sulla FFM in proporzione alla severità della restrizione. I ricercatori non sono riusciti a dare una risposta precisa su quale ruolo potrebbero avere le calorie in eccesso dal consumo di un maggiore apporto proteico sulla sintesi proteica. Si sospetta che più calorie si assumono oltre al fabbisogno energetico, meno proteine possono essere assunte per ottenere una sintesi proteica ottimale. Evidenze più recenti suggeriscono che per i neofiti non sia necessario un apporto proteico superiore al RDI per ottenere un aumento della muscolatura mediante l'esercizio con sovraccarichi, tuttavia queste conclusioni sono state messe in discussione da altre ricerche.
Questi dati comunque sembrano stabilire il tetto dell'assunzione giornaliera di proteine negli atleti di forza a 2,4 grammi di proteine per chilogrammo di peso corporeo. Superato questo limite non vengono ottenuti ulteriori vantaggi, ma solo un aumento dell'impiego energetico delle proteine. Tali dosaggi corrispondono ai quantitativi spesso consumati da molti culturisti, ma le linee guida del ACSM, ADA, Dietitians of Canada (2000) suggeriscono apporti inferiori equivalenti a 1.6-1.7 g/kg.

#### Fabbisogno proteico per atleti di endurance
Anche gli atleti di endurance necessitano di un maggiore apporto proteico. Gli amminoacidi possono essere impiegati per la produzione di energia (soprattutto i BCAA: leucina, isoleucina, valina) e possono fornire fino al 10% dell'energia totale prodotta durante l'attività fisica di lunga durata, ma ciò avviene nei casi di digiuno prolungato, esercizi troppo protratti o basse scorte di glicogeno. Il processo viene quindi amplificato se il glicogeno è esaurito, motivo per cui l'attività aerobica eccessiva può essere ancora più catabolica in presenza di una dieta povera di carboidrati oltre che di proteine (dieta ipocalorica). Viene infatti mostrato che l'esaurimento del glicogeno è noto per attivare l'enzima coinvolto nell'ossidazione dei BCAA nel muscolo, cioè componenti delle proteine muscolari che rappresentano la fonte energetica amminoacidica primaria, il che indica l'attivazione dei processi catabolici a carico del muscolo scheletrico (proteolisi, gluconeogenesi). Viene infatti ampiamente dimostrato dalla letteratura scientifica come l'attività aerobica abbia un forte potenziale catabolico (di riduzione) sul muscolo scheletrico, ovvero una riduzione della massa magra, mentre viene dimostrato che un alto regime proteico (2,5 g/kg/die) in concomitanza con un'attività di endurance possa aumentare e mantenere il bilancio proteico positivo (mantenendo quindi la massa magra) se comparato ad un regime normoproteico (1 g/kg/die), portando ad ulteriori benefici sulla spesa energetica e sul dimagrimento. Alcuni ricercatori suggerirono che gli atleti di endurance necessitassero di un alto introito proteico (simile a quello degli atleti di forza) per via di maggiori escrezioni totali di urea. Questi asserirono che l'alto apporto proteico potesse essere più giustificato per gli atleti di endurance che per i culturisti, per far fronte ai maggiori eventi catabolici del muscolo scheletrico durante l'esercizio a cui questi atleti sono sottoposti (Tarnopolsky et al., 1988). Altre ricerche notarono che anche 2 g/kg di peso non bastassero a mantenere il bilancio azotato positivo in soggetti allenati durante prestazioni aerobiche a intensità moderata (64% VO2max) sotto regime ipocalorico. Poiché la probabilità di catabolismo proteico del muscolo scheletrico è maggiore nei soggetti non allenati, è stato suggerito che gli atleti di endurance debbano consumare approssimativamente 1.5 g/kg giornalieri durante i primi mesi di allenamento, per poi ridurli a quantitativi tra 1,2 e 1,4 g/kg. Tuttavia queste rimangono indicazioni approssimative, in quanto è stato notato che il fabbisogno proteico può variare tra gli atleti di endurance a seconda del loro consumo energetico/calorico totale o dell'apporto glucidico, e dalla qualità delle proteine alimentari. Ad esempio, gli atleti endurance di sesso femminile possono avere bisogno di più proteine poiché il loro introito energetico è generalmente più basso. In definitiva, diversi studi sembrano stabilire una quota proteica giornaliera ottimale di 1,2/1,4 g/kg, che infine coincide con le indicazioni fornite dal ACSM, ADA e Dietitians of Canada (2000).

### Fabbisogno proteico nella dieta ipocalorica
Le proteine meritano una particolare attenzione anche nella perdita di peso perché quando l'introito energetico è ridotto, le proteine sono necessarie per prevenire la riduzione del muscolo scheletrico e del metabolismo basale. Questa modifica è ancora più importante nella dieta fortemente ipocalorica (VLCD, Very Low Calorie Diet) al di sotto delle 600 kcal, dal momento che il bilancio azotato è altamente influenzato dal livello di proteine previsto in queste diete. Le raccomandazioni suggeriscono consumi di circa 1,5 g/kg (sul peso ideale) di proteine di alta qualità. Introiti di 65-70 grammi al giorno o superiori sono ritenuti necessari per proteggere il bilancio azotato. L'importanza di un'adeguata quantità di proteine di qualità per la salute degli individui sotto regime altamente ipocalorico (VLCD) divenne evidente nei tardi anni settanta, quando si verificarono diverse anomalie elettrocardiografiche e morte a causa di un'assunzione proteica inconsistente. Queste cause portarono a controlli più rigorosi durante l'approccio VLCD. Attualmente esistono due differenti tipologie di VLCD: quelle basate su proteine animali come fonti di alta qualità, e diete con formula liquida in cui vengono assunti latte e uova. Entrambi gli approcci vengono supplementati con vitamine e minerali. Sembra che entrambi siano in grado di favorire una perdita di peso simile. Nonostante l'approccio VLCD sia stato in passato ritenuto un metodo indicato per la perdita di peso, negli anni recenti tale strategia è stata rimessa in discussione per gli effetti sfavorevoli sulla salute e sulla stessa perdita di grasso. Viene registrato che il regime VLCD riduce il metabolismo basale di 2 volte in 5 settimane, e che il solo regime dietetico può abbassare il metabolismo basale del 20% (che potrebbero essere approssimativamente circa 300 calorie consumate in meno al giorno). In ogni caso il mantenimento della massa magra permette di mantenere alto il metabolismo basale. La massa muscolare da sola costituisce circa il 22% del metabolismo basale e ogni guadagno o perdita di massa magra può potenzialmente alterarlo. Durante una dieta ipocalorica tuttavia è possibile prevenire la perdita di massa muscolare aumentando il consumo proteico. Inoltre, è stato visto che nelle diete ipocaloriche per la perdita di peso su soggetti sovrappeso o obesi, a parità di apporto calorico, un regime dal maggiore apporto di proteine e minore di carboidrati favorisca una perdita di grasso e un netto miglioramento del profilo lipidico (riduzione dei livelli di trigliceridi, aumento dell'HDL) rispetto ad una dieta dal maggiore contenuto di carboidrati e minore di proteine.

### Linee guida generali del fabbisogno proteico

#### Dose giornaliera raccomandata (RDA)
- Fabbisogno normale (sedentari): 0.8 g/kg/die;[13][14]
- Fabbisogno neonati: 1.8 g/kg/die;[75]
- Fabbisogno bambini (età prescolastica): 1.2 g/kg/die;[75]
- Fabbisogno bambini (età scolastica): 1 g/kg/die;[75]
- Fabbisogno atleti di endurance (attività leggera): 1,2-1,4 g/kg/die;[30][76]
- Fabbisogno atleti di forza (attività intensa): 1,6-1,7  g/kg/die;[30][76]

*dati incrociati estratti dai documenti forniti da National Research Council (1989), FAO/WHO/UNU (1985), ACSM, ADA, Dietitians of Canada (2000), Institute of Medicine (2002) e ACSM (2009).

#### Range Accettabile nella Distribuzione dei Macronutrienti (AMDR)
- Range del fabbisogno proteico: 10-35% Kcal

*dati forniti dal Institute of Medicine (2002).

### Proteine assimilabili a pasto
Parlando di elevate assunzioni di proteine, negli anni si è venuto a creare una credenza che sostiene la possibilità di assimilare solo circa 20-30 grammi di proteine per volta, quindi assumere un cibo proteico dal contenuto superiore a questa quantità (l'equivalente di 150 grammi di petto di pollo) sarebbe uno spreco. Ciò non sembra essere pienamente confermato in letteratura. Se si potessero assimilare solo 30 grammi di proteine alla volta, non si spiegherebbe perché i ricercatori utilizzino dosaggi anche di 40 grammi di proteine per stimolare la crescita muscolare. Per ogni assunzione proteica la risposta metabolica è dipendente da molti fattori, tra cui il periodo di ingestione in tempi ravvicinati all'eventuale esercizio fisico, la combinazione con altri nutrienti, la composizione e la quantità degli aminoacidi ingeriti, lo spettro aminoacidico del cibo proteico l'efficienza del tratto gastrointestinale e le capacità di assorbimento, la quantità di proteine consumate precedentemente, e l'apporto energetico totale.
Le ipotesi sul limite massimo di proteine a pasto sono state ulteriormente alimentate da uno studio recente condotto da Moore et al. (2009), dove si è potuto interpretare che il massimo quantitativo assimilabile ammonterebbe a 20 grammi di proteine. In questo studio, a 4 ore post-esercizio con i pesi, l'assunzione di 40 grammi di proteine non ha provocato una risposta anabolica maggiore di 20 grammi. L'utilizzo delle proteine può variare a seconda della massa muscolare, e il protocollo di allenamento usato nello studio poteva presentarsi meno pesante della norma. Come dichiarato dagli autori: "ipotizziamo che non si possa ingerire un tale quantitativo di proteine [~20 g] più di 5-6 volte al giorno, aspettandoci che la sintesi proteica muscolare sia stimolata al massimo". Moore e colleghi suggerirebbero quindi che 100-120 grammi di proteine al giorno (20 g per 5-6 volte) siano la massima quantità utilizzabile per la crescita muscolare, ma ciò contrasta con i risultati di altre evidenze scientifiche. In un altro studio recente, Symons e colleghi hanno confrontato le risposte nell'arco di 5 ore ad una porzione moderata di carne magra di manzo contenente 30 g di proteine con una porzione maggiore contenente 90 g di proteine. La porzione inferiore ha stimolato la sintesi proteica di circa il 50%, mentre la porzione superiore non ha causato alcun ulteriore aumento nella sintesi proteica, pur triplicando la quantità proteica. I ricercatori hanno concluso che l'ingestione di più di 30 g di proteine in un unico pasto non aumentano ulteriormente la sintesi proteica muscolare. Mentre la loro conclusione supporta i risultati del loro studio a breve termine, è abbastanza facile prevedere le conseguenze di tale metodologia sullo sviluppo della massa muscolare e della forza sugli atleti, se si confrontano una dose totale giornaliera di 90 g di proteine con una di 30 g su un periodo di studio più lungo. Ciò può portare a concludere che i risultati acuti forniscono solo delle ipotesi e non possono risultare conclusivi, senza che vengano esaminati gli effetti a lungo termine.
Se fosse inequivocabilmente fondata la premessa che una dose di 20-30 g di proteine fornisca il suo massimo effetto per qualsiasi persona, ne consegue che un eventuale eccesso oltre questi dosaggi sarebbe sprecato. Questa conclusione trova dei conflitti evidenti con le analisi sui fabbisogni proteici di alcune classi di atleti come i culturisti o i pesisti, per il quale è stato ampiamente dimostrato che possa essere accettata una quota proteica fino a 2,4 g/kg (che per un uomo medio di 70 kg significherebbe 168 grammi giornalieri) prima che si verifichi un aumento dell'ossidazione di amminoacidi in eccesso. Non a caso, altri studi sul lungo termine rimettono fortemente in discussione le precedenti teorie esposte. In uno studio di 14 giorni, Arnal et al. (2000) non trovarono alcuna differenza nella massa magra o nella ritenzione di azoto tra il consumo del 79% del fabbisogno proteico della giornata (circa 54 g) in un solo pasto, rispetto alla stessa quantità distribuita in 4 pasti distribuiti durante la giornata. Per la precisione, questo studio era stato condotto su giovani adulti di sesso femminile la cui massa magra media era di 40,8 kg. Considerando che la maggior parte dei maschi non sedentari hanno una massa magra molto maggiore rispetto ai soggetti di sesso femminile utilizzati nello studio, è plausibile che molti più di 54 g di proteine in un solo pasto possano essere utilizzati dal corpo per fini anabolici e/o anti-catabolici. Se si riadatta la quantità proteica usata nello studio (79% di 1,67 g/kg) a quella di un ipotetico maschio adulto medio, questa ammonterebbe a circa 85-95 g o più, a seconda della massa muscolare di cui è dotato. Quando Arnal et al. in un altro studio (1999) applicarono lo stesso protocollo sulla popolazione anziana, il trattamento a dose singola favorì addirittura una migliore ritenzione di proteine muscolari rispetto al gruppo che assumeva la stessa quantità proteica suddivisa in 4 pasti. Ciò solleva la possibilità che con l'età, pasti più ricchi di proteine potrebbero essere necessari per ottenere lo stesso effetto sulla preservazione delle proteine corporee rispetto a quantità inferiori nei giovani.
Forse il caso più controverso che contraddice l'ipotesi di un limite di dosaggio oltre il quale può verificarsi la ritenzione o anabolismo muscolare è la recente ricerca sul digiuno intermittente, in particolare dal paragone con una dieta convenzionale. Soeters et al. hanno confrontato due settimane di "digiuno intermittente" a cicli di digiuno di 20 ore, con una dieta convenzionale. Nonostante il gruppo a digiuno intermittente consumasse una media di 101 g di proteine in 4 ore di tempo, non vi era alcuna differenza nella preservazione della massa magra e delle proteine muscolari tra i due gruppi. In un altro esempio, Stote et al. questa volta hanno registrato un miglioramento della composizione corporea (tra cui un aumento della massa magra) dopo 8 settimane nel gruppo a digiuno intermittente consumando un pasto al giorno, in cui venivano ingeriti circa 86 g di proteine in 4 ore di tempo. Interessante notare che il gruppo che seguiva una dieta tradizionale consumava tre pasti distribuiti lungo l'arco della giornata, senza mostrare significativi miglioramenti della composizione corporea.
Si può affermare che una maggiore assunzione di proteine porti ad aumentarne anche l'ossidazione (quindi l'impiego energetico piuttosto che plastico) di una loro parte, soprattutto se accompagnata da una riduzione della quota di carboidrati. Tuttavia, alcuni ricercatori ipotizzano che questo aumento dell'ossidazione delle proteine in seguito ad alti apporti proteici possa avviare un evento metabolico chiamato "drive anabolico". Il "drive anabolico" è caratterizzato da iperaminoacidemia, un aumento sia della sintesi proteica sia del catabolismo proteico (aumentato turnover proteico), e un generale bilancio azotato positivo. Negli animali, vi è un corrispondente aumento degli ormoni anabolici come l'IGF-1 e GH. Sebbene ciò sia difficile da stabilire nell'uomo, con un esagerato introito proteico in un pasto si verifica certamente un aumento dei processi anabolici dei tessuti.

### Benefici generali delle proteine
Un alto consumo di carne, specialmente carne rossa, è spesso ritenuto associabile allo sviluppo di una serie di malattie, in particolare malattie cardiache, circolatorie, e cancro del colon. Gran parte di questa ricerche si basa sul lavoro di osservazione in cui gli individui che consumano una dieta a base di carne sono più esposti ad un certo tipo di malattie. Esistono anche ampie prove per suggerire i benefici delle diete vegetariane per la salute. L'associazione tra carne rossa e cancro è stata alimentata inoltre da alcuni studi in cui venne scoperto che i ratti che assumevano per via alimentare amine eterocicliche, cioè dei composti generati dall'eccessiva cottura delle carni ad alte temperature, avevano sviluppato il cancro. Da allora, alcuni studi su grandi popolazioni hanno suggerito un potenziale legame tra la carne rossa e il cancro. Tuttavia, alcuno studio ha mai trovato una diretta causa-effetto tra i due, portando a concludere che questa connessione sia potenzialmente dovuta al metodo di cottura più che al cibo di per sé.
Ad ogni modo, come la questione delle proteine e la salute delle ossa, non è possibile isolare l'apporto di proteine/carne da altri aspetti della dieta. Ciò è importante in quanto la maggior parte della ricerca scientifica tende ad essere epidemiologica in natura, esaminando grandi popolazioni di individui e tentando di rilevare correlazioni tra differenti variabili misurate. Questo può portare i ricercatori a trarre conclusioni errate. Ad esempio, le diete a base di carne sono in genere anche molto ricche di grassi, come i tipici tagli di carne rossa ricca di grassi saturi, un fattore di rischio noto per varie malattie. Tuttavia l'alto apporto proteico non è necessariamente connesso con un altrettanto alto consumo lipidico, in quanto è possibile selezionare fonti proteiche dal basso apporto di lipidi. Evidenze recenti suggeriscono infatti che non sia la carne di per sé a causare un effetto sfavorevole sul profilo lipidico, ma piuttosto le carni ad alto contenuto di grassi saturi. Studi su soggetti che si allenano regolarmente con i pesi, hanno infatti mostrato che questa tipologia di atleti riesca a selezionare delle categorie di cibo in modo da consumare dosaggi molto bassi di grassi saturi, pur mantenendosi entro alti regimi proteici. Viene inoltre dimostrato che alcune categorie di atleti, pur consumando alti quantitativi proteici, presentano bassi parametri lipidici nel sangue a alti livelli di HDL (colesterolo buono), sia nei programmi a breve termine sia a lungo termine.
Le carni rosse magre, private del grasso visibile, hanno un impatto molto diverso sul rischio delle malattie cardiache. Così come è stato stabilito che la carne rossa magra non lavorata non aumenta i marcatori dell'infiammazione o dell'ossidazione. In contrasto con potenziali fattori in grado di promuovere il cancro, la carne contiene anche una serie di fattori legati alla prevenzione del cancro. Sostituire i carboidrati nella dieta con carne rossa magra ha anche dimostrato di abbassare la pressione sanguigna. Naturalmente in questo caso si tratta di carne rossa magra, diversamente dai tagli più grassi comunemente consumati negli studi che danno risultati sugli effetti avversi. Le diete ricche di carne presentano spesso un basso contenuto di frutta e verdura (che significa un basso apporto di micronutrienti importanti come la fibra) e la ricerca suggerisce che è la mancanza di tali alimenti (frutta, verdura), più che la presenza di carne rossa, responsabile di qualsiasi aumentato rischio di cancro. L'alta assunzione di grassi è stata associata ad una scarsa varietà e scarso apporto di frutta e verdura, il che contribuirebbe a consolidare ulteriormente il legame evidente tra il consumo di carne grassa, diete malsane e rischio per la salute. In letteratura sono invece reperibili molti studi che riconoscono come diete dal maggiore apporto proteico riescano a dimostrare una larga efficacia nel promuovere la perdita di peso, in particolare la perdita di grasso corporeo. Molti studi che riconoscono come, nelle diete ipocaloriche per la perdita di peso su soggetti sovrappeso o obesi, a parità di apporto calorico, un regime dal maggiore apporto di proteine e inferiore di carboidrati favorisca una maggiore perdita di grasso e un netto miglioramento del profilo lipidico (riduzione dei livelli di trigliceridi aumento del HDL) rispetto ad una dieta dal maggiore contenuto di carboidrati e meno di proteine, e ciò risulta ancora più evidente se al regime dietetico di accompagna l'esercizio fisico. Altri ancora suggeriscono che un aumento dell'apporto proteico come sostituzione ai carboidrati sia inversamente associato a una riduzione del grasso addominale. Uno studio prospettico di 5 anni ha trovato che l'assunzione di proteine è stato inversamente correlato alle variazioni di circonferenza della vita. La circonferenza della vita è un indice di misurazione per l'obesità addominale o androide, e questo tipo di obesità è associata a un rischio elevato di sviluppare diabete di tipo 2, malattie coronariche, ictus, e un generale maggior rischio di mortalità, anche dopo gli aggiustamenti dell'obesità generale. Oltre a favorire il netto mantenimento della massa magra durante un regime ipocalorico mirato alla perdita di peso, un altro beneficio comprovato fornito da alti regimi proteici è quello di stimolare la crescita muscolare anche in assenza di esercizio fisico con tutti i benefici connessi. Ulteriori studi hanno dimostrato che il consumo di proteine alimentari al di sopra del RDA (fabbisogno normale) sia associato a cambiamenti favorevoli nella composizione corporea. I meccanismi proposti comprendono il mantenimento o l'incremento della massa magra e/o l'aumento della termogenesi e della sazietà. Assunzioni proteiche superiori alle quantità raccomandate hanno dimostrato di migliorare la funzione metabolica non sono stimolando la sintesi di proteine miofibrillari, manche di proteine mitocondriali, necessarie per metabolizzare i substrati energetici. Effettivamente esistono evidenze che riconoscono come un alto introito proteico sia in grado di aumentare la sintesi proteica grazie all'alta disponibilità di amminoacidi, che sono potenti stimolatori della sintesi proteica muscolare. La preservazione o l'aumento della massa magra infine ha importanti implicazioni grazie al ruolo del muscolo scheletrico nel contribuire a mantenere elevato il metabolismo basale (maggior dispendio calorico a riposo), a favorire il controllo glicemico (miglioramento della tolleranza al glucosio e della sensibilità insulinica) e contribuendo direttamente all'ossidazione di lipidi. Il mantenimento del muscolo scheletrico è anche associato alla prevenzione di condizioni patologiche e malattie croniche. I ricercatori hanno postulato e recentemente dimostrato che anche differenze minori nella quantità di massa magra hanno un effetto significativo sul dispendio energetico a riposo. Inoltre, la maggior parte dell'energia utilizzata per fornire ATP per delle proteine muscolari viene dall'ossidazione dei grassi, in quanto questo è il substrato energetico preferito di muscolo a riposo.
In altre parole, l'impatto complessivo tra una dieta malsana, ad alto contenuto di proteine animali, ad alto contenuto di grassi, e basso contenuto di frutta e verdura (e quindi a basso contenuto di fibre e altre sostanze nutritive importanti) che può essere aggravata da ulteriori rischi per la salute come l'inattività, la sedentarietà o l'obesità, darebbe dei risultati completamente differenti e in totale contrasto con l'impatto di una dieta ad alto contenuto di proteine, ma contenente anche grandi quantità di carni magre, pesce e grandi quantità di frutta e verdura, una buona quantità di grassi salutari, alti livelli di attività fisica, e il mantenimento di un basso livello di grasso corporeo. Dunque è necessario interpretare i dati forniti dalla letteratura scientifica, riuscendo ad inquadrare il contesto in cui un alto apporto proteico può essere controproduttivo, e quando invece può favorire un effetto completamente opposto, presentandosi al contrario favorevole al mantenimento del tono muscolare, della perdita di grasso, e del mantenimento della salute generale.

### Proteine e reni
Dal momento che le proteine devono essere filtrate attraverso il rene (come l'urea), si è ipotizzato che un eccessivo apporto di proteine possa essere dannoso per la funzionalità renale. Nel 1983, i ricercatori scoprirono che assumere più proteine aumenta il tasso di filtrazione glomerulare (Glomerular Filtration Rate, GFR), che potrebbe essere considerato come la quantità di sangue che i reni filtrano al minuto. Da questa scoperta, alcuni teorizzarono che un maggiore tasso di GFR ponesse i reni sotto maggiore stress. L'inconsistenza di questa logica è duplice. In primo luogo gli studi da cui sono state estrapolate tali conclusioni erano sempre basate su analisi epidemiologiche che rivelavano come, su soggetti con disturbi renali preesistenti, diete ricche di proteine aggravano lo stato del rene (Brenner et al., 1982), e che quando le proteine nella dieta venivano ridotte nelle persone che soffrono di malattie renali, la progressione verso lo stadio finale della disfunzione veniva ritardata o bloccata (Salahudeen et al., 1992). Quindi non si esclude che un soggetto con funzionalità renale compromessa possa accusare problemi causati dall'assunzione di proteine in eccesso, ma ciò non può essere esteso anche agli individui sani. Gli individui con insufficienza renale totale (che devono sottoporsi a emodialisi) devono consumare una dieta a basso contenuto di proteine per non sovraccaricare i reni. Effettivamente, raddoppiando ad esempio la dose proteica prescritta dalla RDA, il tasso di filtraggio nei reni aumenta del 90%. Anche una sola alta somministrazione di proteine può aumentare il tasso di filtraggio del 20% o più per diverse ore. Sta di fatto che negli individui sani, non è mai stato dimostrato che il regime iperproteico causi problemi renali. È stato stabilito che un maggiore apporto proteico porta a delle alterazioni adattative nelle dimensioni e nella funzione del rene, senza però causare effetti avversi, e che l'introito proteico non è correlato con il declino della funzione renale nel tempo. Come discusso da Walser, la connessione tra assunzione proteica e funzione renale compromessa non può essere sostenuta per diversi motivi: (1) la restrizione calorica è più efficace nei ratti rispetto alla restrizione proteica nel ritardare il declino della funzione renale associato all'età, (2) la restrizione proteica tende a ridurre il GFR piuttosto che aumentarlo, e (3) non vi è certamente alcuna prova a supporto del fatto che un elevato apporto di proteine provochi una progressiva riduzione della funzione renale. Walser concluse che è chiaro che la restrizione proteica non previene il declino della funzione renale con l'età, e, di fatto, è la principale causa di tale declino. Secondo Walser, un modo migliore per prevenire il declino sarebbe quello di aumentare l'assunzione di proteine. Alcune ricerche, sia su animali sia sull'uomo, suggeriscono addirittura un effetto benefico di un alto apporto proteico sulla funzione renale. Inoltre, diverse popolazioni nordiche come quelle del Nord Canada o gli Inuit dell'Alaska arrivano a consumare fino a 3 g/kg durante il corso della loro vita, senza accusare effetti avversi sulla salute dovuti all'alimentazione iperproteica. In sintesi, gli adattamenti della funzione renale, che sono spesso interpretati come indice di affaticamento o danni, hanno maggiori probabilità di essere semplicemente normali effetti di un adattamento all'assunzione di maggiori quantità di proteine.
Da un punto di vista puramente empirico, se si considera il numero di individui che consumano alti apporti proteici per lunghi periodi di tempo, ci dovrebbe essere una maggiore incidenza di problemi renali, ma tale conclusione non è mai stata segnalata nella letteratura scientifica. In realtà ben poche ricerche hanno esaminato direttamente l'impatto di apporti proteici molto alti sulla funzione renale degli atleti. Uno studio ha esaminato l'impatto di 2,8 g/kg di proteine sulla funzione renale di culturisti. Sebbene questi di norma consumassero proteine oltre il necessario ai fini dell'aumento della massa muscolare, dall'analisi di diversi indicatori della funzione renale non è stato osservato alcun effetto negativo, a dispetto del fatto che questo eccesso arrivasse anche al 250% del RDA: "fino alla dose di 2,8 [g/kg/die] non abbiamo potuto trovare nessun segno di effetti dannosi dovuti all'assunzione di alte dosi di proteine nel regime alimentare" (Poortmans e Dellalieux, 2000). Uno studio molto importante smentì la presunta dannosità di alti regimi proteici sulla funzionalità renale anche sul lungo termine. Knight et al. (2003) determinarono se l'assunzione di proteine influenza la funzionalità renale nelle donne oltre un periodo di 11 anni. 1624 donne arruolate nel Nurses' Health Study che avevano tra 42 e 68 anni di età nel 1989 analizzando i campioni di sangue nel 1989 e nel 2000. Nelle analisi di regressione lineare multivariata, l'assunzione di proteine non è risultata significativamente associata al cambiamento del tasso di filtrazione glomerulare (GFR) stimata nelle donne con normale funzionalità renale. Gli autori conclusero che l'assunzione di proteine non sembra essere associata con il declino della funzione renale nelle donne con normale funzionalità renale. Secondo uno dei ricercatori più noti in questo campo, Peter W Lemon, "se le diete ad alto apporto proteico portano i reni sani a diventare disfunzionali, ci si aspetterebbe di vedere molti atleti accusare di problemi renali", quando invece gli atleti consumano quantità di proteine di gran lunga superiori al RDA per molti anni. I problemi renali inoltre sono sostanzialmente inesistenti nella comunità del culturismo, in cui l'assunzione di estremamente alta di proteine è la norma da più di mezzo secolo. Come già segnalato, anche la popolazione statunitense consuma proteine in quantità superiori di 2 o 3 volte il fabbisogno obbligatorio a causa dell'alto consumo di fonti animali, e questa teoria dovrebbe tradursi nel fatto che la maggioranza degli americani svilupperebbe malattie renali. Per concludere, già nel 1989 il National Academy of Sciences National Research Council indicò che non ci fosse alcuno studio su esseri umani che sostenga che l'eccesso di proteine porti a problemi renali, ma anche altre evidenze scientifiche più recenti suggeriscono che non vi siano dati che indichino come un'assunzione fino a 3 volte la dose giornaliera raccomandata (RDA) [2.4 g/kg/die] possa portare a malattie renali (Lemon, 1995). Infine una metanalisi sulle ricerche scientifiche in letteratura tra apporto proteico e funzione renale da parte di Martin et al. (2005) conclude che: "Allo stato attuale non vi sono indicazioni sufficienti perché vengano emanate direttive pubbliche per limitare il consumo di proteine in adulti sani allo scopo di preservare la funzione renale". In generale, secondo i dati del Institute of Medicine, non sono mai stati documentati effetti nocivi con introiti proteici superiori ai 2 g/kg.

### Proteine e calcio
Le proteine e i minerali calcio e fosforo sono in relazione fra loro. L'effetto finale delle sole proteine è di causare una perdita di calcio nelle urine. L'effetto finale del fosforo è invece di diminuire la perdita di calcio nelle urine, in modo da aumentare la ritenzione di calcio. L'alta incidenza dell'osteoporosi (perdita di calcio osseo) è stata correlata positivamente in molti paesi (in particolare gli Stati Uniti) con l'alto apporto di proteine. Così come alcuni studi hanno dimostrato una disgregazione di calcio dalle ossa e un'elevazione dei livelli di calcio urinario con un maggiore apporto proteico. Il problema di questi primi studi è che venivano usati degli isolati proteici puri, senza il loro fosforo naturale, e non alimenti proteici naturali. Il contenuto di fosforo negli alimenti proteici è in grado di prevenire le perdite urinarie. I primi studi sull'argomento quindi sarebbero irrilevanti, perché non paragonabili alla normale nutrizione umana, in quanto il consumo di proteine in assenza totale di altri nutrienti sarebbe estremamente raro, tutte le proteine alimentari integrali, così come anche le proteine in polvere, contengono micronutrienti. La preoccupazione riguardante le proteine e il calcio in conclusione può essere attribuita al fatto che i primi studi omettevano l'inclusione di sufficienti dosaggi di calcio o fosforo nelle diete ricche di proteine dovute all'assunzione di isolati proteici. L'impatto delle proteine sul calcio totale è più complesso che un semplice effetto positivo o negativo, così come le proteine alimentari possono influire sia sull'escrezione sia sull'assorbimento e l'utilizzazione di calcio. È l'effetto combinato di questi processi che determina il risultato finale in termini di salute delle ossa. In studi epidemiologici, un elevato apporto di proteine animali aumenta il rischio di fratture ossee, quindi un elevato apporto di proteine animali e vegetali è stata anche associata ad un aumentato rischio di perdita ossea. Ma in contrasto, un elevato consumo di proteine ha anche dimostrato di migliorare la ricostituzione ossea in seguito a fratture. Ciò viene mediato sia grazie all'aumentato assorbimento di calcio sia grazie all'aumento dei livelli di IGF-1, un potente ormone anabolico coinvolto nella crescita dei tessuti. Gli studi epidemiologici, che cercano correlazioni nelle grandi masse di persone, hanno fallito nel cercare di mostrare un impatto negativo di grosse quantità di proteine sulle ossa, e due studi, uno sul tasso delle fratture e un altro sulla massa ossea, non hanno evidenziato effetti negativi delle proteine sulle ossa. Ricerche hanno comparato l'escrezione di calcio tra i culturisti con altri atleti, non trovando alcun aumento dell'escrezione di calcio nei primi, sebbene consumassero circa il doppio delle proteine e di calcio rispetto agli altri atleti. Nel 1989 il National Research Council si espresse sulla relazione esistente fra l'assunzione di fosforo e proteine e il calcio:
(National Research Council, 1989. p.178)
Il potenziale sovraccarico renale risultante da una dieta ad alto contenuto di proteine è stato spesso associato ad un aumento dell'escrezione urinaria di calcio. Tuttavia, i risultati recenti non supportano l'ipotesi che l'osso subisca una disgregazione per fornire il calcio aggiuntivo ritrovato nelle urine. Né l'intero equilibrio del calcio del corpo né gli indicatori dello stato delle ossa hanno mostrato di essere negativamente influenzati dal maggiore carico acido. Contrariamente al supposto effetto negativo delle proteine, la maggior parte degli studi epidemiologici hanno dimostrato che a lungo termine un elevato consumo di proteine aumenta la densità minerale ossea e riduce l'incidenza di fratture. Alcuni degli effetti benefici delle proteine sono l'aumento dell'assorbimento intestinale di calcio e dell'IGF-I circolante, mentre l'abbassamento dell'ormone paratiroideo (PTH) sierico è sufficiente a compensare eventuali effetti negativi del carico acido delle proteine sulla salute dell'osso. Sulla base delle recenti scoperte, consumare proteine per una quantità superiore all'attuale RDA è benefico per l'utilizzo di calcio e per la salute delle ossa, soprattutto negli anziani. Una dieta ricca di proteine con adeguato apporto di calcio e di frutta e verdura è importante per la salute delle ossa e la prevenzione dell'osteoporosi.
Fondamentalmente, è troppo semplicistico guardare l'assunzione di proteine isolate in termini di effetti sulla salute delle ossa, poiché il contenuto proteico degli alimenti interagisce con altre sostanze nutritive presenti nello stesso alimento o nella dieta totale. Per esempio, studi recenti suggeriscono un'interazione tra proteine e di calcio. Quando l'assunzione di calcio è bassa, alti apporti proteici sembrano avere effetti negativi sulla salute delle ossa. Al contrario, quando il calcio e la vitamina D sono sufficienti, le proteine hanno un effetto benefico sulla salute ossea. Questo suggerisce che la garanzia di un adeguato apporto di calcio è fondamentale per la salute delle ossa quando viene consumato un alto apporto di proteine. Questo probabilmente serve a spiegare la contraddizione sopra esposta. Negli studi in cui è stato trovato che l'assunzione di proteine alimentari ha un impatto negativo sulla salute delle ossa, giocavano un ruolo influente altri fattori dietetici. Il calcio e la vitamina D potrebbero essere stati insufficienti causando un effetto negativo. Tuttavia, quando il calcio e la vitamina D sono forniti in quantità sufficienti, le proteine nella dieta hanno un impatto positivo.

### Equilibrio acido-base e acidosi metabolica
Quando vengono consumati dei prodotti alimentari, hanno il potenziale di produrre un impatto acido o alcalino sul corpo, il che ha a che fare con l'equilibrio acido base, quindi con l'alterazione del pH, oltre che con l'attività renale. Il pH, sigla che sta per "Potenziale Idrogeno", è l'unità di misura dell'equilibrio acido-base, e determina il grado di acidità (da 0 a 7) o di alcalinità (da 7 a 14), indicando il potenziale di una sostanza di liberare gli ioni idrogeno (H+). Maggiore è il potenziale, e minore sarà il valore del pH. Nei soggetti sani, il pH ematico si aggira intorno a 7.41, che significa che per natura il sangue tende ad un ambiente alcalino. Tuttavia questo equilibrio viene alterato, oltre che con l'attività sportiva, anche con l'assunzione dei diversi cibi e nutrienti, portando spesso ad uno sfavorevole stato di acidità. All'interno dei comuni prodotti alimentari di largo consumo, i cibi proteici (carne, pesce, uova, ecc) e i cereali (pasta, riso, pane, cereali per la prima colazione, ecc) vengono metabolizzati rilasciando residui acidi, soprattutto acido solforico, mentre la frutta e la verdura dalla loro metabolizzazione rilasciano risidui alcalini, principalmente bicarbonato di potassio. Pare evidente che i primi avranno un impatto acido sul corpo, quindi sposteranno l'equilibrio acido-base e il pH verso valori acidi, mentre il secondo gruppo di alimenti tenderà a spostare l'equilibrio verso valori alcalini, tamponando l'acidità.
La questione delle proteine nella dieta e la salute delle ossa è un concetto noto come Net Renal Acid Load (NRAL, carico acido renale netto) o Potential Renal Acid Load (PRAL, carico acido renale potenziale). Il NRAL/PRAL si riferisce alla quantità totale di acido prodotto che i reni devono processare. Semplificando, gli alimenti ricchi di proteine tendono ad aumentare il PRAL, così come un elevato apporto di sodio rispetto al potassio. Analizzando gli effetti di una dieta iperproteica sull'acidità prodotta, è stato suggerito che la capacità dei reni di smaltire l'acido in periodi di alto apporto proteico sembra essere molto efficiente, lasciando una grande capacità di surplus renale per la gestione di un ulteriore carico acido renale netto (NRAL). Inoltre, l'assunzione di minerali come calcio e potassio è in grado di tamponare l'acidosi. Questo può essere uno dei motivi per cui, come ampiamente documentato precedentemente, la letteratura scientifica non è mai riuscita a dimostrare danni renali a causa di diete iperproteiche in soggetti sani. Nonostante il rene sia in grado di gestire e sopportare alti regimi proteici e carichi acidi, questa efficienza si riduce con l'avanzare dell'età, e l'assunzione di frutta e verdura, assieme ad alimenti ricchi di potassio, è in grado tamponare questo carico acido netto (NRAL) favorendo un effetto alcalinizzante sul corpo. Con un eccesso di alimenti acidificanti rispetto all'assunzione di alimenti alcalini, può verificarsi l'acidosi metabolica.
La dieta moderna, con la sua forte dipendenza da proteine animali, cereali raffinati, zuccheri, e l'elevata assunzione di sodio, con un basso apporto di frutta, verdura e potassio, si è creduto possa generare l'acidosi metabolica sub-clinica. Anche un lieve aumento dello stato acido generale del corpo può avere una serie di effetti negativi sulla salute, tra i quali un impatto sugli ormoni importanti per gli atleti e, nei casi gravi, una perdita di massa muscolare. Questo avviene perché con la disgregazione del muscolo, il rilascio degli aminoacidi derivati nel flusso sanguigno fornisce un substrato per la sintesi epatica dell'amminoacido glutammina. La glutammina viene utilizzata dal rene per sintetizzare ammoniaca. Le molecole di ammoniaca accettano spontaneamente protoni e sono escreti come ioni ammonio (NH4+), e l'escrezione di ammonio elimina così i protoni e mitiga l'acidosi. Assicurare sufficienti quantità di alimenti basici o alcalini (frutta e verdura) per bilanciare l'acido prodotto da un elevato consumo di proteine è una chiave per evitare questo problema. Sia per quanto riguarda la salute delle ossa, sia dal punto di vista delle prestazioni sportive, ogni soggetto che consuma una dieta ricca di proteine deve garantire un sufficiente apporto di altri alimenti tra cui molta frutta e verdura per tamponare i potenziali effetti negativi. L'utilizzo di un sale di potassio o misto sodio/potassio può garantire un adeguato apporto di potassio per compensare gli alti livelli di sodio nella dieta moderna. Ad esempio, l'integrazione di potassio, bicarbonato, calcio, o l'amminoacido glutammina, hanno dimostrato di tamponare l'acidosi metabolica, ridurre l'escrezione di azoto e favorire la funzione renale.
Infine, è stato suggerito che l'impatto della dieta sull'equilibrio acido del corpo possa influire negativamente sulla prestazione atletica. È ben noto che le diete povere di carboidrati tendono a diminuire la capacità del corpo di tamponare l'acido prodotto durante l'esercizio fisico ad alta intensità, ad esempio. Questo penalizza le prestazioni durante l'evento sportivo. Si è teorizzato che ridurre l'assunzione di proteine e aumentare l'assunzione di carboidrati per 3-5 giorni prima di un evento sportivo possa essere importante per migliorare le prestazioni in gare della durata di 3-7 minuti.

### Perdita di liquidi
Va osservato che l'aumento della produzione di urea da eccesso di proteine può causare disidratazione, il che può causare alcuni problemi. Gli individui che consumano alti livelli di proteine devono consumare acqua sufficiente per evitare eventuali complicanze. Le proteine possono aumentare la perdita di liquidi attraverso le urine. Ciò può essere monitorato controllando il peso corporeo a seguito dell'esercizio e sostituire la perdita di peso post-esercizio con un minimo di un litro di liquido per ogni chilo perso. Poiché le diete iperproteiche hanno un effetto diuretico a causa dell'alta produzione di urea e chetoni, una frequente urinazione può essere necessaria per rimuovere le scorie metaboliche dal sangue. Per coloro che cercano di perdere peso, è importante non confondere la perdita di liquidi con riduzione del grasso corporeo. Gli individui che consumano elevate quantità di proteine ai fini della perdita di peso dovrebbero aumentare l'assunzione di acqua giornaliera in proporzione alla percentuale di proteine che consumano al di sopra del RDA. Comunque, è interessante notare che, mentre viene sempre suggerito che elevati consumi di proteine nella dieta aumentano il fabbisogno di liquidi, questa idea sembra aver avuto origine da uno studio sui militari in cui veniva esaminato il bilancio dell'azoto in condizioni di restrizione di acqua e di restrizione energetica. Non sembrerebbe esserci alcuna indicazione sul fatto che le persone che sono sufficientemente idratate abbiano bisogno di intensificarne l'assunzione in proporzione al consumo di grandi quantità di proteine.